# Carling Zeeman
Carling Zeeman (* 27. Mai 1991 in Hamilton, Kanada) ist eine kanadische Ruderin.

## Karriere
Zeeman begann im Alter von 18 Jahren im Jahr 2009 an der Laurentian University mit dem Rudersport. Sie hatte zuvor bereits andere Sportarten betrieben, darunter Volleyball, Laufsport und Inlineskaten. Bereits zwei Jahre nach ihrem Einstieg beim Rudersport gewann sie bei der großen Royal Canadian Henley Regatta in St. Catharines den Wettbewerb im U23-Einer.
Auf internationaler Ebene debütierte sie bei den U23-Weltmeisterschaften 2012 im litauischen Trakai im Einer, wo sie die Bronzemedaille gewann. Im Folgejahr gewann sie im Einer die Silbermedaille bei den U23-Weltmeisterschaften 2013 und wurde auch erstmals beim Ruder-Weltcup sowie den Weltmeisterschaften der offenen Altersklasse eingesetzt. Im Doppelvierer mit Emily Cameron, Katharine Goodfellow und Antje von Seydlitz-Kurzbach gewann sie dort eine Silbermedaille hinter der deutschen Auswahl. 2014 belegte die Mannschaft in gleicher Besetzung den sechsten Rang bei den Weltmeisterschaften in Amsterdam.
Carling Zeeman konzentrierte sich danach wieder auf den Einer. Bei den Weltmeisterschaften 2015 erreichte sie das Finale und qualifizierte mit dem sechsten Rang den kanadischen Startplatz für die Olympischen Spiele 2016. Sie gewann außerdem zwei Goldmedaillen bei den Panamerikanischen Spielen im Einer und im Doppelvierer (mit Goodfellow, von Seydlitz-Kurzbach und Kerry Shaffer). In der Saison 2016 wurde Zeeman für die Olympischen Sommerspiele nominiert. In der Einer-Konkurrenz belegte sie den zehnten Rang unter 32 Starterinnen. 2017 erreichte sie den sechsten Platz bei den Weltmeisterschaften 2017. Es folgten der neunte Platz 2018 und der sechste Platz 2019. Im Juli 2021 erreichte sie den achten Platz bei den Olympischen Spielen in Tokio.
Zeeman startet für den Sudbury Rowing Club in Greater Sudbury. Bei einer Körpergröße von 1,87 m beträgt ihr Wettkampfgewicht rund 85 kg. Sie wird von Volker Nolte trainiert.